# Isaac de Moucheron
Isaac de Moucheron, född 23 november 1663, död 20 juli 1744, var en nederländsk konstnär. Han var son till Frederik de Moucheron.
Moucheron utbildade sig hos fadern samt i Italien, där han påverkades av Gaspard Dughet. Han målade arkadiska landskap också som väggdekorationer. Moucheron utförde även etsningar. Moucheron är representerad vid bland annat Göteborgs konstmuseum.